# Селенид дисеребра
Селенид дисеребра — бинарное неорганическое соединение
селена и серебра
с формулой Ag2Se,
чёрные кристаллы.

## Получение
- В природе встречается минерал науманит — Ag2Se [1].

- Сплавление стехиометрических количеств чистых веществ:

{\displaystyle {\mathsf {Se+2Ag\ {\xrightarrow {897^{o}C}}\ Ag_{2}Se}}}

## Физические свойства
Селенид дисеребра образует чёрные кристаллы нескольких модификаций.
При температуре выше 128°С образует кристаллы
кубической сингонии, пространственная группа I m3m, параметры ячейки a = 0,5043 нм, Z = 2, d = 7,6 г/см3 .
Низкотемпературной фазе приписывают несколько структур:
- тетрагональная сингония, параметры ячейки a = 0,498 нм, c = 0,467 нм, Z = 2;
- тетрагональная сингония, параметры ячейки a = 0,706 нм, c = 0,498 нм, Z = 4;
- ромбическая сингония, пространственная группа P 212121, параметры ячейки a = 0,43359 нм, b = 0,70700 нм, c = 0,77740 нм, Z = 4, d = 8,213 г/см3 [4].

Соединение конгруэнтно плавится при температуре 897°C.